# Кутиш
Кутиш (фр. Coutiches) насеље је и општина у североисточној Француској у региону Север-Па д Кале, у департману Север која припада префектури Дуе.
По подацима из 2011. године у општини је живело 2795 становника, а густина насељености је износила 171,05 становника/km². Општина се простире на површини од 16,34 km². Налази се на средњој надморској висини од 24 метара (максималној 48 m, а минималној 17 m).

## Демографија
| 1962. | 1968. | 1975. | 1982. | 1990. | 1999. | 2011. |
| ----- | ----- | ----- | ----- | ----- | ----- | ----- |
| 1.521 | 1.549 | 1.516 | 1.517 | 2.051 | 2.235 | 2.795 |